# الکساندر کوژو
الکساندر کوژو (تلفظ می‌شود [koʒev])
(زاده ۲۸ آوریل ۱۹۰۲ - درگذشته ۴ ژوئن ۱۹۶۸) فیلسوف و سیاستمدار فرانسویِ زادهٔ روسیه بود که به دلیل تفسیر آثار هگل و تأثیرش بر فلسفه فرانسه در قرن بیستم شهرت دارد. او همچنین با توجه به حضورش در دولت فرانسه، در ایجاد اتحادیه اروپا نقش داشت. کوژو همچنین دوست نزدیک لئو اشتراوس بود.